# 金裕澤
金 裕澤（キム・ユテク、朝鮮語: 김유택、1911年4月10日 - 1975年6月17日）は、大韓民国の政治家、官僚。韓国銀行総裁や駐日大韓民国代表部首席代表（現在の駐日大韓民国大使の前身）、大韓民国副首相兼経済企画院長官などを務めた。本貫は清風金氏。

## 人物
1911年に黄海道載寧郡で生まれる清風金氏。海州高等普通学校を経て、1932年京城高等商業学校卒業。1938年に九州帝国大学法文学部法科を卒業後、日本植民地時代に韓国銀行の前身である朝鮮銀行に入行し、貸付部長、理事、副総裁などを経験する。1951年から5年間は韓国銀行総裁を務め、国際通貨基金と国際復興開発銀行加入のために活躍する。1957年には駐日大韓民国代表部首席代表に着任し、その後は駐英韓国大使を経て1961年の5・16軍事クーデターを機に政界へ進出した。1961年に財務部長官となり、1963年には経済企画院の設立に参加して初代長官に着任する。政界引退後は韓国自動車保険株式会社の社長となり、在職中の1975年に死去。

## エピソード
1958年に当時の李承晩大統領が駐日代表部大使に金を任命する際に「私は国交を正常化させるために、金大使を日本に行かせるのではない。今はその時期にあらず。少なくとも現在、四十歳以上の韓国人がすべて亡くなった後でなければ、本当の正常化はできまい」と語った。